# Джазира (плато)
Эль-Джази́ра (Бади́ят-эль-Джази́ра), или Джезире́ (араб. الجزيرة‎, «остров») — плато в Ираке, Сирии и Турции; северная часть Месопотамии. На севере и востоке ограничено отрогами хребтов Таврских гор и Загроса, на западе и юго-западе плавно переходит в плато Сирийской пустыни и Аравийского полуострова, на юго-востоке отделено уступом от южной, низменной части Месопотамии.
Джезире представляет собой невысокую равнину, которая снижается от 480 м на северо-западе до 200 м на юго-востоке. Отдельные гряды гор достигают высоты 1463 м — гора Шельмира в массиве Синджар. Джезире пересечено террасированными долинами рек Тигр и Евфрат, их притоков, а также сухими руслами — вади.
Сложено плато песчаниками и известняками мелового и миоценового возраста, а также аллювием и базальтовыми полями. На севере, в иракской части плато, имеются крупные месторождения нефти. Климат субтропический, средиземноморский с жарким, очень сухим летом и тёплой влажной зимой. Преобладающие типы ландшафта: пустыня (на юге), полупустыня (на подгорных равнинах на севере); редкие заросли фисташки на склонах гор; оазисы и остатки пойменных лесов из тополя, ивы, тамариска по долинам рек.
С климатической точки зрения Джезира представляет собой северный участок природной области, имеющей очертания дуги протяжённостью 1500 км. и обеспеченной режимом благоприятного дождевания — так называемого Плодородного полумесяца.